# Warp Records
Warp Records (або просто Warp) — британський незалежний лейбл звукозапису, заснований у Шеффілді в 1989 році працівниками музичного магазину Стівом Беккетом і Робом Мітчеллом та продюсером Робертом Ґордоном. Наразі базується в Лондоні.
На початку 1990-х лейбл спочатку асоціювався з північною бліп-техно сценою Великої Британії, включаючи таких виконавців, як LFO, Sweet Exorcist, Forgemasters і Nightmares on Wax. Збірка 1992 року Artificial Intelligence допомогла заснувати електронний піджанр, відомий як інтелектуальна танцювальна музика (IDM). Згодом Warp став домівкою для таких впливових виконавців, як Aphex Twin, Autechre, Squarepusher та Boards of Canada. Серед нинішніх артистів, підписаних на лейблі, — Flying Lotus, Oneohtrix Point Never, Денні Браун, Браян Іно, Hudson Mohawke, Kelela та Ів Тюмор.
У 2004 році Warp відкрив інтернет-магазин bleep.com, де продає музику, яку можна завантажити, без функцій керування цифровими правами (DRM).